# Oh Eun-seok
Oh Eun-seok (în coreeană 오은석; n. 2 aprilie 1983, Daegu, Coreea de Sud) este un scrimer sud-coreean specializat pe sabie.

## Carieră
La Campionatul Mondial din 2007 de la Sankt Petersburg a ajuns în semifinală, unde a pierdut cu Stanislav Pozdniakov din Rusia și s-a mulțumit cu bronzul. A participat la Jocurile Olimpice din 2008 de la Beijing. A trecut în primul tur de belarusul Dmitri Lapkes, dar a fost învins în turul următor de francezul Nicolas Lopez.
La Jocurile Olimpice din 2012 de la Londra a participat la proba pe echipe ca rezervă. Coreea de Sud a întâlnit România în finală. Oh a fost introdus la al optulea releu și a învins-o pe rezerva română, Alexandru Sirițeanu, cu scorul 5–1. În cele din urmă Coreea de Sud a învins cu scorul de 26-45 și a fost laureată cu aur.
La Campionatul Mondial din 2013 de la Budapesta Oh a pierdut în al doilea tur cu colegul de lot Kim Jung-hwan. La proba pe echipe Coreea de Sud nu a putut să se impună în seminală în fața Rusiei, dar a trecut de Belarus în finala mică și a cucerit medalia de bronz. În anul următor, la Campionatul Mondial de la Kazan Oh s-a oprit în tabloul de 16 în fața românului Tiberiu Dolniceanu. La proba pe echipe Coreea de Sud a trecut succesiv de Spania, România și Ungaria. A fost învinsă în finală de Germania, obținând argintul. 